# Mys Bjalokoza
Mys Bjalokoza (englische Transkription von russisch Мыс Бялокоза Mys Bjalokossa) ist eine Landspitze an der Budd-Küste des ostantarktischen Wilkeslands.
Russische Wissenschaftler benannten sie. Der weitere Benennungshintergrund ist nicht hinterlegt.